# Український національний рух на Сірому Клині (1917-1921)
Український національний рух на Сірому Клині — українська державницька діяльність в Західному Сибіру на Сірому Клині у 1917—1920 роках з вимогою автономії для українців. Починаючи з грудня 1917 року українська національна автономія була представлена у складі Сибірської Тимчасової Обласної Думи.
Український сибірський державницький рух охопив регіони Західного Сибіру, більшість населення в яких становили українці. Центром політичної діяльності українців був Омськ, де розміщувалась Головна Українська Рада Сибіру та проходили Всеукраїнські з'їзди Сибіру. Всього відбулося два таких з'їзди: 1-й — 30 липня 1917 року, 2-й — у 11 серпня 1918 року. Владу на місцях контролювали 5 українських рад.
В час існування української державності на Сірому Клині виходила українська преса, працювали українські громади та об'єднання, проводились українські маніфестації під національними синьо-жовтими прапорами.
Головною підтримкою і гарантом безпеки українців у Сибіру було сибірське українське військо, що утворилось з колишніх вояків Російської та Австро-Угорської армій, українців, які знаходились в Західному Сибіру. Всього у 1917—1918 роках в Сибіру було сформовано 9 українських полків.
Від початку свого формування українське військо було в складі Сибірської армії, та брало участь у війні проти російських більшовиків, хоча були випадки переходу на бік більшовиків через широкомасштабну пропаганду.
В листопаді 1918 року український рух «Сірої України» був загальмований, коли владу в Сибіру перейняв Тимчасовий Всеросійський Уряд на чолі з Олександром Колчаком.
Українська державність на Сірому Клині повністю припинила свою діяльність на початку 1920 року, коли Західний Сибір був остаточно окупований більшовиками, а останній український сибірський полк імені Петра Сагайдачного розформований. Надалі українське населення Сибіру знищили або асимілювали російські комуністи.

## Історія

### Заселення Сибіру українцями
Масове переселення українців до Сірого клину почалось у 1891 році. Він був пов'язаний з будівництвом Транссибірської магістралі, у зв'язку з цим початково заселявся Західний Сибір: Тобольська губернія й Акмолинська область. Після 1893 року, з відкриттям наступної ділянки Транссибу, почав заселятися Східний Сибір. В основному, на 95%, українці оселялись у сільській місцевості.
У 1910—1917 роках у всьому Сибіру налічувалося 592,9 тисячі українців, які становили 6,8 % його населення. У Томській губернії проживало 308,1 тисячі українців, у Тобольській — 67,8, в Омському повіті Акмолинської області — 114,4 тисячі українців. У Тобольській губернії українці проживали переважно в південних повітах: Ішимському (8,6 тис.) та Тюкалинському (19,8 тис.).
В територіях Сірого Клину українці становили більшість — понад 40%, казахи — 27%, росіяни — 22%.

### Перші українські громади
Однією з перших українських організацій в Сибіру стала Томська українська студентська громада, яка виникла в 1907 році і об'єднувала студентів-українців Томського університету і Томського технологічного інституту. Паралельно цьому існував також і український гурток «Просвіта».

### Початок українського руху за державність
Лютнева (березнева) революція 1917 року в Росії викликала політичній рух поміж усього населення Сибіру. Відкрилися також значні можливості для українських поселенців у Сибіру та багатьох українських вояків, що там перебували в процесі мобілізації та формування. 
23 березня 1917 року в Томську відбулась перша масова демонстрація українців. В цей день було реалізовано грандіозну всеросійську маніфестацію центральними вулицями міста, в якій вирішили показати себе і українці. Попри те, що українська громада саме щойно розпочала своє становлення, вона спромоглася оперативно мобілізуватися та здивувати томичів. Зокрема, було виготовлено величезну блакитно-жовту хоругву із написом «Республіка. Автономія України», кілька прапорів та транспарантів, організовано власну невелику колону. З огляду на несподіваність свята, тільки порівняно невелика група українських активістів була біля свого національного прапора. До української колони долучилися також і галичани з числа місцевих австрійських військовополонених, зокрема, Січові стрільці. Небачений доти в цьому сибірському місті український стяг справді привертав усезагальну увагу.

Розселення українців в Євразії (1926 рік)

Незабаром українські громади постали в багатьох містах Сибіру: Омську, Томську, Славгороді, Кургані, Бійську, Каїнську, Новомиколаївську, Ачинську, Іркутську, Барнаулі, Красноярську, Мінусінську, Тюмені та ін.
Наприкінці червня — на початку липня 1917 року відбувся Перший Український військовий з'їзд Сибіру, на якому було вирішено організувати перший всеукраїнський громадянський з'їзд Сибіру. Військові — учасники з'їзду, ініціювали українське політичне життя Сірого Клину. Завдяки мобілізованим українським солдатам і офіцерам, які опинилися у сибірських підрозділах, виникло і почало розбудовуватись українське життя на Сибіру.
Громади створювалися як національні організації, покликані об'єднати широкі кола українського населення незалежно від соціального стану, професії, політичних переконань, з метою представництва і захисту національних інтересів. Надалі місцеві українські організації об'єдналися в окружні (в Томську, Новомиколаївську) і губернські Ради (Алтайська губернська). Ради були територіальними органами національного самоврядування, які об'єднували і координували діяльність українських організацій ряду місцевостей.
В Омську почали діяти філії допомогових установ, що постали в Києві з метою опіки над українцями з Галичини й Буковини, вивезеними російською владою до Росії та українцями-вояками австро-угорської армії, що опинилися в російському полоні; вони мали відділи в низці міст Сибіру.
Частина українських полонених (вояків австро-угорської армії) долучилася до українського життя в Сибіру. Тут почали виходити українські газети: «Український Голос» в Омську та «Українське Слово» в Томську. Одночасно постали військові організації та в кінці 1917 року велися формування окремих українських військових частин; відомо, що з них найбільш успішним був курінь імені гетьмана Петра Сагайдачного в Омську і батальйони в Іркутську й інших містах. Всього в Сибіру було сформовано 9 українських полків.

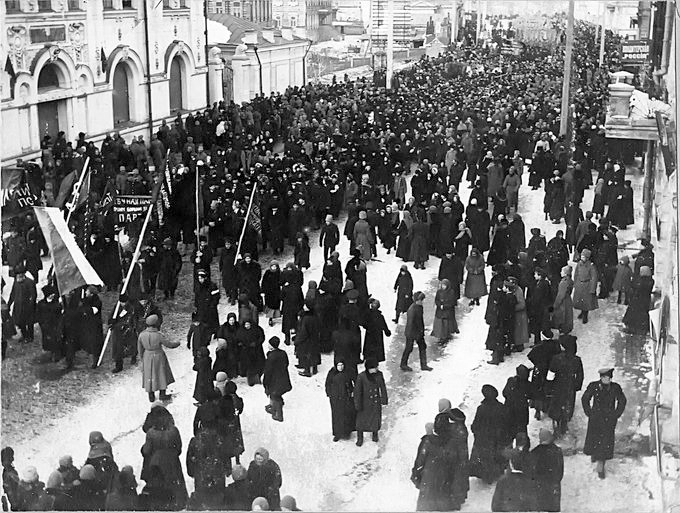
Маніфестація українців у Томську (21 березня 1917 року)

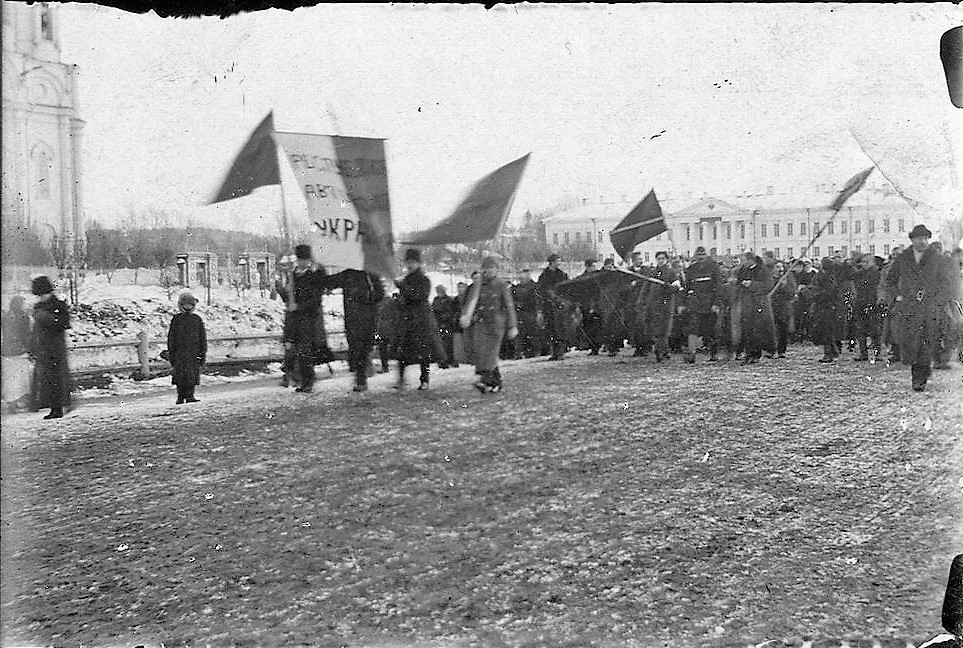
Вимоги українців у Томську (21 березня 1917 року)

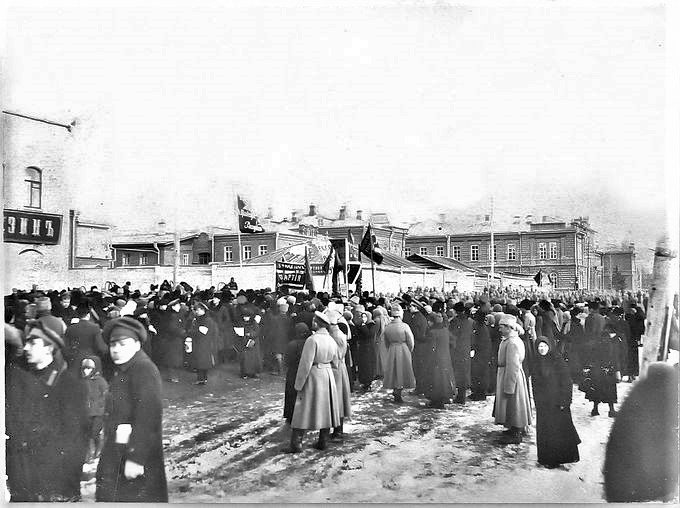
Українці у Томську (21 березня 1917 року)

Всі ці підрозділи (крім «Куреня імені Тараса Шевченка») створювались і керувались омською «Українською військовою організацією» на чолі з доктором Гривичем та прапорщиками «полку Сагайдачного» Бутирським і Мироном.
Через деякий час 7 з 9 полків були розформовані Білогвардійською владою, через їх ненадійність.
Врешті, 30 липня 1917 року в Омську відбувся Перший Українській З'їзд Сибіру на який прибуло близько 150 представників українців Сірого Клину, він тривав до 6 серпня. На ньому було засновано Головну Українську Раду Сибіру (голова Г. Концевич, заступник М. Новосельський), яка була покликана об'єднати всі українські організації азійської частини Росії; З'їзд також вислав делеґата до Української Центральної Ради в Києві.

Перші дипломатичні кроки назустріч між Україною і Сибіром зробив саме Сибірський Обласний Уряд. 12 травня 1918 року Веніамін Песоцький, виконувач обов'язків головного військового комісара Сибірського Обласного Уряду (цей урядовець ситуативно резидував у Одесі), призначив Івана Кіріллова повноважним представником Сибіру в Україні.
У житті українців Сибіру важливою подією був Другий Сибірський Всеукраїнський з'їзд в Омську (11 — 13 серпня 1918 року), який вимагав від Сибірської Обласної Думи проголошення самостійності Сибіру, здійснення принципу самоврядування для окремих національностей, зокрема для українців, і створення Сибірської армії для охорони країни. На з'їзд прибули 83 делегати від 19 українських громад Сірого Клину. Також на з'їзді було обрано нового голову Головної Української Ради Сибіру — В.А. Яновицького.

Однак у громадянській війні перемогли сили білих росіян, Тимчасовий Автономний Уряд Сибіру у листопаді 1918 року передав владу утвореному в Уфі Тимчасовому Всеросійському Урядові, який незабаром очолив Верховний правитель Росії адмірал О. Колчак, і разом з тим український рух у Сибіру було загальмовано. Український курінь імені гетьмана Петра Сагайдачного, після великих втрат на уральському фронті проти більшовиків, перестав існувати наприкінці 1919 року. 

## Українці в органах влади Сибірської автономії
8—17 жовтня 1917 року в Томську відбувся з'їзд демократичних партій Сибіру — Перший Сибірський обласний з'їзд (серед них перевагу мали сибірські обласники й есери). У ньому, серед інших, брали участь 14 делегатів-українців. На з'їзді були представлені Головна Українська Рада Сибіру, Барнаульська й Омська українські громади, а також Український клуб «Згода» з Томська. З'їзд проголосив автономію Сибіру і скликав Надзвичайний З'їзд Сибіру.
15 українців брали участь в роботі Надзвичайного Сибірського обласного з'їзду, що відбувся у Томську 6—15 грудня 1917 року і створив орган тимчасової влади Сибіру — Сибірську Тимчасову Обласну Думу; до її складу увійшло 5 українців: представник Головної Української Ради Сибіру В. Яновицький, представник Омської Української Головної Ради П. Потапенко, Алтайської Губернської Української Ради В. Строкань, Акмолинської Української Ради В. Нагірний, та відповідальну перед нею Обласну Раду («Совєт») — уряд Сибіру, до складу якого увійшов представник українських організацій Д. Г. Сулима. Надалі він зайняв пост міністра у справах екстериторіальних народів у Тимчасовому уряді автономної території Сибіру. В. Строкань був обраний представником національної ради, створеного при Сибірській Обласній Раді. 
Надзвичайний з'їзд Сибіру також вислав привітання до Української Центральної Ради у Києві з нагоди проголошення Третього Універсалу, а Обласна Рада 7 січня 1918 року повідомила більшовицьку владу в Петрограді, що вона її не визнає.
В кінці січня 1918 року Томська рада робітників і солдатів розігнала Сибірську Обласну Раду, але з її доручення далі діяв Тимчасовий Автономний Уряд Сибіру; так у Сибіру утворилося двовладдя. Позиція Сибірської Обласної Ради і Тимчасового Автономного Уряду Сибіру зміцнилася, коли проти більшовиків виступив в кінці травня 1918 року Чехо-словацький корпус, у квітні 1918 року висадився японський і англійський десант у Владивостоці, а у серпні — американський корпус генерала Ґревса.
Тимчасовий Автономний Уряд Сибіру у листопаді 1918 року передав владу утвореному в Уфі Тимчасовому Всеросійському Урядові, який незабаром очолив Верховний правитель Росії адмірал О. Колчак.
У подальшій війні військо Колчака дійшло майже до Волги (березень 1919 року), але згодом зазнало поразки, а в січні 1920 року його армія було розбито, і Сибір здобули більшовики. У листопаді 1920 року вони остаточно опанували Далекий Схід.

## Дипломатичні установи України у Сибіру
8 червня 1918 року провідний сибірський український діяч, інженер Дмитро Адамович був визначений тимчасово виконуючим обов'язки консула в Омську.
Намагаючись вибороти собі рівноправне становище з іншими народами, а щонайменше рідну українську школу, як от у Новомиколаївську Томської губернії на Сибіру, українські поселенці зверталися не раз за поміччю до українського уряду у Києві. Українські поселенці на Самарщині, що зорганізувалися вже в початку революції, вислали 1918 року делеґацію від імені 360 тисяч тамтешніх українців до гетьмана Павла Скоропадського з проханням допомоги й захисту їхніх інтересів та призначення їм українського консула. З подібним проханням до міністра закордонних справ України Дмитра Дорошенка навідалася делеґація від українців Томська й Новомиколаївська на Сибіру.
15 серпня 1918 року згідно з наказом по Міністерству Закордонних Справ Української Держави у Новомиколаєвську (сучасний Новосибірськ) засновувалася окрема консульська аґенція. Це місто мало стати другим після Омська осідком українського дипломатичного представництва у тому регіоні.

## Територіальний устрій
Оскільки українську державність в Сибіру остаточно не вдалося сформувати, українцям вдалося затвердити лише три територіально-адміністративні одиниці на Сірому Клині:
- Алтайська Українська Губернська Рада, з центром у Каїнську,
- Томська Українська Окружна Рада, з центром у Томську,
- Новомиколаївська Українська Окружна Рада, з центром у Новомиколаївську.[11]

Також, в Омську, де розміщувалась Головна Українська Рада Сибіру — вищий державний орган українців Сибіру, була створена Омська Українська Головна Рада, що формально також була адміністративно-політичною одиницею української державності на Сірому Клині, так як мала свого представника в Сибірському парламенті.
Таку ж політично-адміністративну одиницю було створено і на півночі сучасного Казахстану — в Акмолинській області. Акмолинська Українська Рада теж мала свого представника в Сибірському парламенті.

## Збройні сили
- Самарський добровольчий український полк — перший українізований підрозділ в Сибіру, сформований у Самарі в кількості 600 чоловік, перебував у складі Чехословацького легіону, пізніше розформований, більшість солдат полку перейшла в Карпатськоруський полк, 160 чоловік — у курінь Петра Сагайдачного.
- 1-й піхотний полк імені гетьмана Петра Сагайдачного — сформований як курінь в Омську у серпні 1917 року під командуванням штабс-капітана Тітовського, на жовтень 1917 року чисельність куреня складала 89 осіб, на 23 серпня 1919 року він вже нараховував 6 піших сотень, по 150 осіб в кожній, 3 кулемета та 1 гармату. На середину жовтня 1919 року, курінь був збільшений до полку, налічував в своїх рядах 35 офіцерів і складався з 1-ї і 2-ї сотень — по 35 осіб кожна, 3-ї сотні — 37 осіб, 4-ї сотні — 42 осіб, а також 60 осіб в команді кінної розвідки, роти зв'язку в 37 чоловік, кулеметної команди в 80 чоловік і нестройових, яких нараховувалось до 300 чоловік. Всього, в списках полку значилось 525 чоловік і 4 кулемета, три з яких, були несправні.
- 2-й Український стрілецький полк — складався з 2 батальйонів по 4 сотні в кожному. Він був сформований в Петропавловську, але на фронт так і відправлявся, через те що вважався ненадійним; через побоювання переходу полку на бік Червоної армії, його відвели на Ісилькуль.
- 1-й Карпатськоруський полк — сформований в Омську з полонених-українців Австро-Угорської армії, знаходився у складі Чехословацького легіону, полк вирізнявся кокардами із зображенням золотого лева на синьо-жовтому фоні, вояки полку носили форму як російського так і англійського зразка, а також мали помаранчеві погони з літерою «К».[15]
- Курінь імені Тараса Шевченка — сформований з мобілізованої в Єкатеринбургу української молоді; відмінністю цього куреня від інших формувань були жовті погони з синім кантом, які символізували національні кольори України. Офіцери куреня, які люто ненавиділи радянську владу, носили папахи із звішеним набік жовтим верхом — шликом. 1 травня 1919 року в селі Кузьминовському в курені відбулося повстання: заслані в підрозділ більшовики намовили військо перейти на бік Радянської Росії. Перехід його на бік більшовиків відбувся після нічного переходу повсталих в село Бакірове, куди «курінь» прийшов на світанку 2 травня 1919 року і розташувався там на відпочинок.
- Полк імені Петра Дорошенка — створений в липні 1917 року у Томську під командуванням Узбицького (900 солдат, 30 офіцерів); укомплектована українцями частина увійшла до складу 39-го сибірського піхотного полку.[16]
- Український батальйон імені Отамана Максима Залізняка — сформований в Іркутську (2000 солдат). Цей батальйон виїхав з Іркутська і в липні 1917 року прибув до Києва, де його зустріли представники Українського Військового Секретаріату на чолі з Симоном Петлюрою. [17]